# Wiedemannia veletica
Wiedemannia veletica är en tvåvingeart som beskrevs av Vaillant och Chvala 1973. Wiedemannia veletica ingår i släktet Wiedemannia och familjen dansflugor.
Artens utbredningsområde är Spanien. Inga underarter finns listade i Catalogue of Life.